# Bunt wójta Alberta
Bunt wójta Alberta – zbrojne wystąpienie części mieszczan krakowskich między majem 1311 roku a majem lub czerwcem 1312 roku przeciwko księciu kujawskiemu, Władysławowi. Przywódcą buntu był wójt krakowski Albert. Klęska powstania przyczyniła się do wzmocnienia działań księcia Władysława mających na celu zjednoczenie pod wspólnym berłem ziem polskich będących do czasu jego koronacji na króla Polski w stanie rozbicia dzielnicowego.

## Geneza
Ludy germańskie przed 700 rokiem
     Ekspansja w od VIII do XI wiek
     Ekspansja w XII wieku
     Ekspansja w XIII wieku
     Ekspansja w XIV wieku

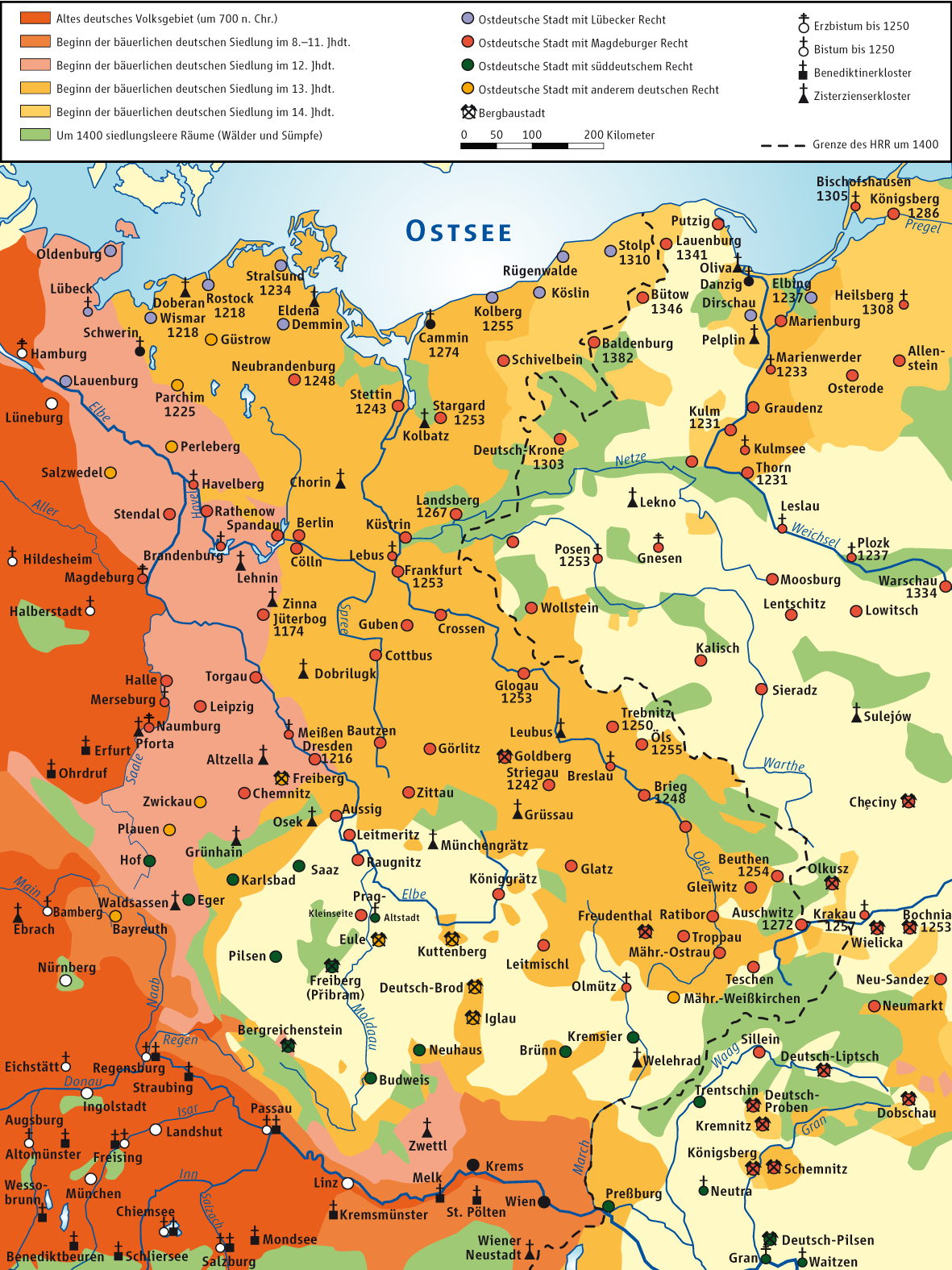
Fazy niemieckiej ekspansji na ziemie wschodnie (Austria, Połabie, Polska, Czechy i Prusy) wg Waltera Kuhna
----
Ludy germańskie przed 700 rokiem
Ekspansja w od VIII do XI wiek
Ekspansja w XII wieku
Ekspansja w XIII wieku
Ekspansja w XIV wieku

Główną przyczyną buntu była polityczna orientacja niemieckiego patrycjatu Krakowa, chętniej widzącego na tronie polskim Jana Luksemburczyka. Przyczyny powstania leżały także w trudnościach gospodarczych miasta spowodowanych utratą przez Władysława Pomorza gdańskiego na rzecz Zakonu Krzyżackiego. Utrudniło to handel kupców krakowskich z Flandrią przez Gdańsk, co skłoniło mieszczaństwo krakowskie pod wodzą wójta Alberta do podjęcia próby osadzenia na tronie małopolskim korzystniejszego monarchy. Tezę tę powtarza Edmund Długopolski za Janem Długoszem, dodatkowo przypisując wybuch powstania politycznemu poparciu, jakie miał Jan Luksemburski w niemieckiej części mieszczaństwa małopolskiego. Edmund Długopolski wysuwa w ten sposób na pierwszy plan narodowo-polityczne przyczyny powstania, stwierdzając, że za panowania Wacława II największy wpływ na ster rządów w Małopolsce zyskało mieszczaństwo niemieckie i tam też było najsilniejsze.
Z politycznego punktu widzenia przyczyną buntu były roszczenia Jana Luksemburczyka do korony polskiej, która należała mu się w spadku po zmarłym królu czeskim z rodu Przemyślidów, Wacławie III. Sukcesy, jakie nowy król odnosił w Czechach oraz jego roszczenia do korony polskiej były zachętą do podjęcia działań wrogich Władysławowi Łokietkowi. Dodatkowo doradcy czeskiego króla, m.in. Piotr z Aspeltu, byli przekonani, że problemy jakie nagromadziły się na politycznej drodze księcia Władysława pozwolą na równie łatwe przejęcie przez Jana Luksemburczyka Polski, jak miało to miejsce w Czechach i na Morawach.

## Przebieg
Wójt Albert wywołał powstanie w maju 1311 roku przy poparciu niemieckiego mieszczaństwa krakowskiego oraz niektórych klasztorów – bożogrobców z Miechowa. W tym czasie proboszczem klasztoru był Henryk, z pochodzenia Czech herbu Osoria, który posiadał bliższe związki z wójtem krakowskim już za panowania Wacława II. Bunt poparł także biskup krakowski Jan Muskata oraz jego szwagier Gerlach, którzy po upadku rebelii stracili dobra w Małopolsce, m.in. zamek biecki. Bunt poparło kilka innych małopolskich miast takich jak Sandomierz i Wieliczka. Za Łokietkiem z kolei opowiedział się Nowy Sącz, miasto będące rywalem handlowym Krakowa na szlaku prowadzącym na Węgry.
Buntownicy nie zdawali sobie jednak sprawy z trudności, jakie Jan Luksemburski napotkał w Czechach. Król Jan nie mógł przybyć na pomoc zbuntowanemu miastu w związku z rebelią wielmożów, która wybuchła przeciwko niemu na Morawach w 1312 roku. Powodem był też brak pieniędzy oraz niechęć stanów czesko-morawskich do walki poza granicami swojego państwa obawiających się wzrostu potęgi Jana Luksemburskiego, który po opanowaniu Małopolski mógłby przy pomocy niemieckich sprzymierzeńców ograniczyć ich wolności i przywileje. Z tego powodu do Krakowa zamiast niego przybył w charakterze namiestnika, określany w dokumentach z epoki jako „starosta czeski”, książę Bolesław I opolski. Nie wiadomo jednak, czy przebywał w Krakowie już w 1311 roku, czy dopiero w 1312, pewne jest, że był tam dwa miesiące.
Przybycie księcia opolskiego do Krakowa rozpoczyna drugi etap historii buntu. Wtedy Władysław Łokietek, przebywając w Starym Sączu w kwietniu 1312 roku, czekał na pomoc z Węgier, aby uderzyć na zbuntowane miasto. Bunt zakończył się w początku czerwca 1312 roku wydaniem Łokietkowi miasta Krakowa przez księcia Bolesława w sytuacji, gdy z pomocą wojsk możnowładcy węgierskiego Amadeja Aby Łokietek opanował ponownie całą Małopolskę. Wydanie miasta przez księcia opolskiego nastąpiło najprawdopodobniej w drodze układów i wbrew woli wójta krakowskiego, którego po poddaniu miasta książę uprowadził ze sobą do Opola. W Opolu wójt Albert został osadzony przez Bolka w więzieniu, a zwolniony po pięciu latach przez książęcego następcę, Bolka II, po zapłaceniu okupu. Następnie wyjechał do Czech, gdzie zmarł.

## Następstwa
Kraków został przez Władysława Łokietka surowo ukarany. Ludzie książęcy wyłapywali i ścinali mieszczan niemówiących po polsku. Wójt Albert stracił dziedziczne stanowisko i osobisty majątek. Na miejscu jego domu zbudowano warowny gródek, który miał trzymać w ryzach niemieckich mieszczan. Większość przywódców stracono i skonfiskowano majątki najbardziej zaangażowanych mieszczan. Miastu odebrano szereg przywilejów – zniesiono dziedziczenie wójtostwa, a prawa wójta oraz jego dochody zostały ograniczone i przeszły na korzyść skarbu książęcego. Dziedzicznego wójtostwa, jak i majątku został pozbawiony także Henryk, brat Alberta. Jego kamienica, jak wynika z dokumentu wystawionego przez Kazimierza Wielkiego wydanego w roku 1334, przypadła w drodze nadania Spytkowi z Melsztyna. Ukarany został także drugi brat Alberta – Jan, którego nazwisko po stłumieniu buntu zniknęło z ksiąg miejskich Krakowa. Władysław Łokietek nie zastosował jednak w pełni odpowiedzialności zbiorowej, gdyż pozostali członkowie rodziny wójta Alberta nie utracili majątków i są wymieniani w księgach miejskich po stłumieniu powstania. Matka Alberta przekazała połowę swojej parceli w roku 1313 pod rozszerzenie cmentarza przy kościele Panny Marii w Krakowie. Mikołaj, syn Jana, wymieniany jest w latach 1323 i 1330 jako sprawujący urząd ławnika.
Miasto zachowało odrębny ustrój władz lokalnych, jednakże zostały ograniczone jego przywileje handlowe, np. wolność od ceł. Wójt przestał być przewodniczącym rady miejskiej, której kompetencje wzrosły, m.in. odtąd kierowała ona obroną miasta. Po stłumieniu buntu książę Łokietek zakazał w Krakowie prowadzenia ksiąg miejskich po niemiecku, wprowadzając łacinę, co utrzymano przez pół wieku, gdy wrócono do prowadzenia ksiąg w języku niemieckim. Zachowane zostały natomiast przywileje gospodarcze miasta.

Łokietek przez stłumienie buntu krakowskiego nie tylko utrzymał się na tronie polskim, ale raz na zawsze złamał tendencję żywiołu niemieckiego do stworzenia państwa w państwie, skierował go na tory pożytecznej współpracy z narodem polskim i przyspieszył proces jego asymilacji. Stąd też wypadki lat 1311 i 1312 można uznać za przełomowe w rządach Łokietka. Zwycięstwo Łokietka oddziałało także na książąt śląskich, którzy również odczuwali u siebie butę żywiołów niemieckich, ciążących do korony czeskiej. Książęta śląscy, zwłaszcza górnośląscy, uniezależnili się na dłuższy czas od przewagi Jana Luksemburczyka, z wyjątkiem Bolesława, późniejszego księcia Brzegu, który żonaty z siostrą żony Luksemburczyka, pozostawał z nim w bliskich stosunkach, złożył mu w r. 1311 hołd lenny i piastował w czasie jego morawskiej wyprawy godność namiestnika królewskiego w Czechach.

## Odniesienia w kulturze
Jednym z najwcześniejszych zabytków poetyckiego opisu tego wydarzenia jest 21-strofowa anonimowa Pieśń o pewnym wójcie krakowskim Albercie. Utwór ten powstał pomiędzy rokiem 1317 a 1320. Jest to charakterystyka ambicji wójta Alberta, który będąc przewodniczącym rady miejskiej Krakowa za panowania Władysława Łokietka, chciał osiągnąć stanowisko generalnego starosty w Małopolsce dzięki sprzysiężeniu się z Janem Luksemburczykiem. Pieśń ta znajduje się w jednym z rękopisów biblioteki wrocławskiej. Po raz pierwszy jej tekst został wydrukowany przez Jana Kajetana Trojańskiego w Krakowie w 1814 roku. Na język polski tekst pieśni przełożył Michał Bobrzyński w dziele Bunt wójta krakowskiego Alberta, wydrukowanym w „Bibliotece Warszawskiej” w 1877 roku.